# نيناد آدموفيتش
نيناد آدموفيتش (بالسيريلية الصربية: Ненад Адамовић) هو لاعب كرة قدم صربي في مركز الوسط، ولد في 12 يناير 1989 في Topola ‏ في صربيا. شارك مع منتخب صربيا تحت 17 سنة لكرة القدم ومنتخب صربيا تحت 19 سنة لكرة القدم. أما مع النوادي، فقد لعب مع دينامو مينسك ومكابي بتاح تكفا ونادي تشوكاريتشكي ونادي فيتيبسك وهايدوك كولا.

## وصلات خارجية
- نيناد آدموفيتش على موقع الاتحاد الأوربي (الإنجليزية)
- نيناد آدموفيتش على موقع قاعدة بيانات كرة القدم.إي يو (الإنجليزية)
- نيناد آدموفيتش على موقع Soccerway.com (الإنجليزية)
- نيناد آدموفيتش على موقع AS.com (الإسبانية)